# 矢尾喜三郎

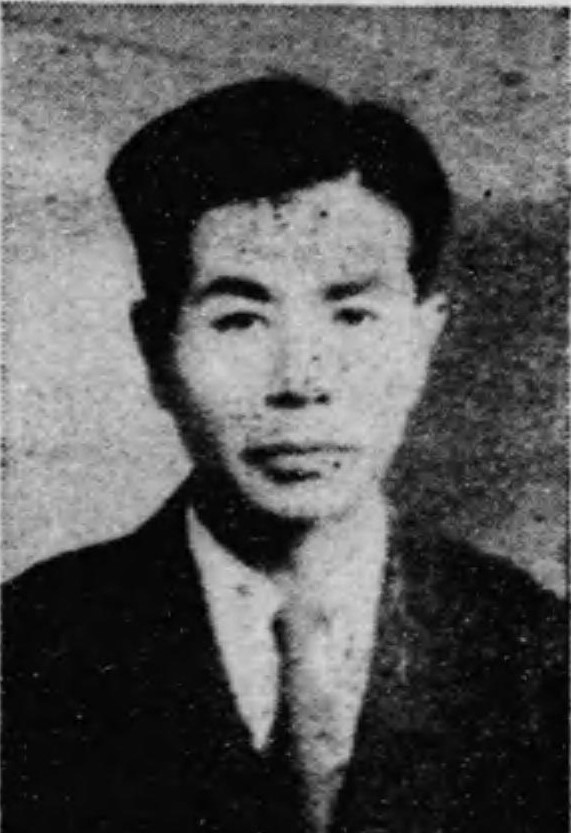
矢尾喜三郎

矢尾 喜三郎（やお きさぶろう、1901年9月28日 - 1975年6月21日）は日本の政治家。日本社会党所属の元衆議院議員（9期）。滋賀県大津市出身。農民組合総同盟の常任中央委員を務めた。

## 略歴
- 1927年 立命館大学専門部法科卒業。社会民衆党滋賀支部結成に参加。
- 1931年 大津市議会議員当選。
- 国家社会主義に傾倒し、日本国家社会党、愛国労働農民同志社などの役員を歴任。
- 滋賀勤労民衆同盟を経て、戦後日本社会党入党。
- 1946年 第22回衆議院議員総選挙に滋賀県全県区より出馬し、初当選。以後通算当選9回。
- 1969年 第32回衆議院議員総選挙にて落選。
- 1971年 第9回参議院議員通常選挙に滋賀県選挙区より出馬するも落選、引退。